# Unione Sportiva Imperia 1934-1935
Questa voce raccoglie le informazioni riguardanti l'Unione Sportiva Imperia nelle competizioni ufficiali della stagione 1934-1935.

## Rosa
| N. |                   | Ruolo | Calciatore        |
| -- | ----------------- | ----- | ----------------- |
|    | Italia (bandiera) | A     | Vittorio Amoretti |
|    | Italia (bandiera) | C     | Egidio Cassini    |
|    | Italia (bandiera) | D     | Antonio Conterno  |
|    | Italia (bandiera) | D     | Massimo Farina    |
|    | Italia (bandiera) | C     | Enzo Flabi        |
|    | Italia (bandiera) | A     | Gino Gabba        |
|    | Italia (bandiera) | A     | Mario Ghiglione   |
|    | Italia (bandiera) | A     | Benvenuto Lagorio |
|    | Italia (bandiera) | A     | Giovanni Mantero  |

| N. |                   | Ruolo | Calciatore       |
| -- | ----------------- | ----- | ---------------- |
|    | Italia (bandiera) | A     | Bartolomeo Poggi |
|    | Italia (bandiera) | D     | Giovanni Poggi   |
|    | Italia (bandiera) | D     | Mario Puppo      |
|    | Italia (bandiera) | C     | Pietro Repetto   |
|    | Italia (bandiera) | D     | Giuseppe Ronca   |
|    | Italia (bandiera) | P     | Teresio Signori  |
|    | Italia (bandiera) | D     | Adriano Stegani  |
|    | Italia (bandiera) | A     | Cesare Testera   |
|    | Italia (bandiera) | D     | Pio Tilli        |